# Genesis (Satellit)
Genesis ist der Name einer von Bigelow Aerospace gebauten Satellitenreihe, die zur Erprobung von entfaltbaren Weltraumhabitat-Technologien dient. Zur Baureihe gehören Genesis I (2006) und Genesis II (2007).
Langfristiges Ziel ist der Aufbau einer privaten Raumstation zur kommerziellen Nutzung. Dieses Prinzip des aufblasbaren Habitats wurde ursprünglich unter dem Namen Transhab von der NASA entwickelt, dann aber wegen zu hoher Kosten aufgegeben. Bigelow Aerospace erwarb die Lizenzen an den bisherigen Patenten und führte die Arbeiten weiter.

## Genesis I
Genesis 1 wurde am 12. Juli 2006 gestartet und ist der erste Experimentalsatellit der Firma. Dieser demonstrierte die Entfaltungs- und Packungstechniken. Die Entfaltung bzw. das „Aufblasen“ von 1,6 m auf 2,54 m Durchmesser erfolgte in 10 Minuten mittels des mitgeführten Drucklufttanks. Das System besitzt nach der Entfaltung ein nutzbares Volumen von 11,5 m³. Die Außenhaut besitzt eine Stärke von 15,24 cm und besteht aus mehreren Schichten. Zur Überprüfung der Systeme wurden auf dem Experimentalsatelliten 6 interne und 7 externe Fotokameras installiert, die die Hardware und mitgeführte Nutzlast überwachen sollen. Die Missionsdaten wurden an das Mission Control Center im Norden Las Vegas (Nevada) von den vier Bodenstationen aus gesendet. Die vier Bodenstationen stehen in Na'alehu (Hawaii), North Pole (Alaska), am MCC und der früheren Loring Air Force Base nahe Limestone (Maine). Der Satellit wurde auf ein Drittel der späteren Nautilus-Raumstations-Ausmaße ausgelegt. Neben den Entfaltungs-Technologien wurde die Strahlungs-, Mikrometeoriten- und Weltraummüll-Verträglichkeit überprüft. Nachfolger ist Genesis II.

## Genesis II
Das Genesis II Modul sieht äußerlich wie das Schwestermodul Genesis I aus. D.h. die Abmessungen und die offensichtliche Architektur sind identisch, jedoch unterscheiden sich die Module in den Technologien und den Nutzlasten. Neben den Genesis I Sensoren und Aktuatoren wie den Magnettorquer, dem Magnetometer, den GPS- und Sonnensensoren wurden weitere Sensoren zur Druck-, Temperatur-, Lagebestimmung und zur Strahlungserfassung installiert. Neue Reaktionsräder sollen die Schnelligkeit der Lageausrichtung verbessern und als Technologiedemonstration für die BA-Module dienen. Genesis II besitzt neun zusätzliche Fotokameras. Die modulinternen Schnittstellen wurden diesbezüglich angepasst. Auch das Datenhandling von den zwei Experimentalsatelliten (Genesis I und II) stellt dabei eine neue Herausforderung für das Unternehmen in Bezug zur Datenpriorisierung dar (Überschneidung der Kommunikationsslots). Zur feineren Druckanpassung wurde der Single-Tank bei Genesis I durch einen Multi-Tank bei Genesis II ersetzt. Für einen besseren Schutz vor Mikrometeoriden und eine bessere Thermalkontrolle wurde die Außenhaut mit zusätzlichen Schichten versehen.
Als Nutzlast wurde neben den „Fly Your Stuff“ (Andenken/Bilder) auch eine Biobox und ein Bingo-Spiel ins All befördert. Während Genesis I Schaben und Springbohnen ins All transportierte, wurden bei Genesis II Skorpione und Ameisen in der Biobox befördert. Die Bezeichnung Biobox weist darauf hin, dass bei Genesis II die Tierkolonien eine Atmosphäre auch vor der Entfaltung des „Habitates“ besaßen, im Gegensatz zu Genesis I. Die Schaben und Springbohnen überlebten den Start und das kurzfristige Vakuum, wohingegen der Status der Tierkolonien bei Genesis II unbekannt ist.